# Дем'ян Постоленко
Дем'я́н Іва́нович Постоленко (Демко, Постоленко-Потішний) (? — після 1672) — український військовик доби Гетьманщини. Миргородський полковник (1663—1667).

## Походження
Походив зі шляхетського роду Постоленків-Потішних. Представники роду зафіксовані у Костянтинівській сотні Миргородського полку (пізніше відносилася до Лубенського): у Реєстрі 1649 — козак Хома Постоленко. Ничипір Постоленко — у 1649 році — військовий товариш осавульського куреня (охорона гетьмана).
Історик-генеалог В. Модзалевський помилково припустив тотожність Постоленків з Апостолами — іншим козацько-старшинським родом з Миргородщини.

## Життєпис
До 1663 посідав старшинські уряди в Війську Запорозькому Низовому. Разом з братами Григорієм і Семеном підтримав «кошового гетьмана» Івана Брюховецького у боротьбі за булаву Лівобережного Гетьманату. Після чорної ради в Ніжині поставлений на миргородське полковництво від запорозького угруповання.
1665 їздив до Москви у складі делегації гетьмана Брюховецького. Підписав Московські статті, згідно з царським указом отримав московське дворянство та у володіння село Савинці в Сорочинській сотні на 100 дворів.
У березні 1666 відбив напад правобережних козаків і татар на Остап'є і Хорол, захопив у полон знатного татарина. Проте вже в травні козаки Чигиринського полку разом з татарами здійснили набіг на Миргород. У липні 1666 на деякий час втрачає полковництво, яке дістається його братові Семену.
Підтримував виступи у полку проти збирання податків у московську казну. У липні 1667 записував у козаки хорольських міщан, бив хорольського війта та московських збирачів податків. Того ж року на уряді полковника його замінив брат Григорій.
У січні-лютому 1668 як наказний полковник керував облогою московського гарнізону у «малому городку» (цитаделі) Миргорода. Знищив гарнізон, захопив у полон воєводу Михаїла Приклонського, здобув 30 гармат.
У наступні роки був значним військовим товаришем Миргородського полку. 21 січня 1672 Дем'ян Ігнатович видав універсал, яким підтвердив маєтності Дем'яна Постоленка. На думку В. Кривошеї, так гетьман хотів привернути родину Постоленків на свій бік. Це остання згадка про козацького старшину у джерелах.

## Нащадки
Син Василь — сотенний старшина Сорочинської сотні Миргородського полку.
Онук Степан Васильович (1715 — після 1774) — значковий товариш Миргородського полку. Мав чотирьох синів, які у 1786 мешкали в Сорочинцях.